# Dryopteris lachoongensis
Dryopteris lachoongensis là một loài thực vật có mạch trong họ Dryopteridaceae. Loài này được (Bedd.) B.K. Nayar & S. Kaur miêu tả khoa học đầu tiên năm 1972.